# Васильев, Михаил Николаевич (полковник)
Михаил Николаевич Васильев (1876 — 1920) — русский и советский военный  деятель,  полковник.  Герой Русско-японской и Первой мировой войн, участник Китайской войны и Гражданской войны в составе РККА.

## Биография
В службу вступил  в 1894 году после окончания Тюменского реального училища. В 1886 году после окончания Алексеевского военного училища по I разряду произведён в подпоручики и выпущен в  Сибирский 5-й стрелковый полк. В 1900 году произведён  в поручики. С 1901 года участник Китайской войны, за боевые отличия в этой компании был награждён орденом Святого Станислава 3-й степени с мечами и бантом и  Анненским оружием «За храбрость».

С 1904 года участник Русско-японской войны, участник обороны крепости Порт-Артур в составе 5-го Сибирского стрелкового полка, был ранен. В 1905 году произведён в штабс-капитаны — командир роты. Высочайшим приказом от 28 сентября 1905 года за храбрость награждён орденом Святого Георгия 4-й степени:
За отличие и храбрость проявленные при обороне Порт-Артура будучи штабс-капитаном Сибирского 5-го стрелкового полка
В 1907 году произведён в капитаны. В 1911 году окончил Офицерской стрелковой школы. С 1914 года участник Первой мировой войны в составе Финляндского 6-го стрелкового полка. В 1915 году произведён в подполковники — батальонный командир, в 1916 году произведён в полковники — помощник командира 6-го Финляндского стрелкового полка.

Высочайшим приказом от 21 ноября 1915 года за храбрость награждён Георгиевским оружием: 
За то, что в бою 27-го мая 1915 года у деревни Вышнеюв при движении на высоту 265 с своим батальоном, видя что дальнейшее движение в значительном ему направлении не даёт желаемых успехов, а подвергает батальон излишним потерям, бросился лично с остатками батальона на важный неприятельский пункт, сильно укреплённый и захватил высоту 335, чем облегчил атаку 2-го батальона на высоту 265, и взял 4 неприятельских орудия, 2 пулемёта и несколько десятков пленных
После Октябрьской революции с 1918 года служил в РККА — начальник Гдовского района погранохраны, командир 3-й бригады 3-й Петроградской пехотной дивизии, командир 2-й Новгородской пехотной дивизии. С 1919 года — командующий сводной Печорской группой войск Армии Советской Латвии, командир 2-й бригады 6-й стрелковой дивизии и командир 10-й стрелковой дивизии, командующий Псковским боевым участком 7-й армии и Эстляндской Красной Армией,  инспектор пехоты 13-й армии.

## Награды
- Орден Святого Станислава 3-й степени с мечами и бантом (ВП 1901)
- Орден Святой Анны 4-й степени «За храбрость» (ВП 1901)
- Орден Святой Анны 3-й степени с мечами и бантом (ВП 1905)
- Орден Святого Станислава 2-й степени  с мечами (ВП 1905)
- Орден Святой Анны 2-й степени с мечами (ВП 1905)
- Орден Святого Владимира 4-й степени  с мечами и бантом (ВП 1905)
- Орден Святого Георгия 4-й степени (ВП 28.09.1905)
- Георгиевское оружие (ВП 21.11.1915)
- Орден Святого Владимира 3-й степени (ВП 27.08.1916)